# A Christmas Carol (film 1914)
A Christmas Carol è un cortometraggio muto del 1914, diretto da Harold M. Shaw.
Il cortometraggio è una delle prime versioni cinematografiche del romanzo Canto di Natale di Charles Dickens. Protagonista è l'attore britannico Charles Rock nel ruolo di Ebenezer Scrooge.
Nel cast compare anche, nel ruolo di "Belle", l'attrice americana Edna Flugrath, sorella maggiore di Viola Dana e Shirley Mason, le quali nel 1910 avevano preso parte come attrici bambine ad un precedente adattamento cinematografico del romanzo di Dickens.

## Trama
L'avaro e gretto Ebenezer Scrooge, alla vigilia di Natale, non vuole fare la carità né è intenerito dalla visita di un nipote. Tornato a casa, Scrooge vede il fantasma del suo ex socio che lo mette in guardia. La notte, verrà poi visitato da tre spiriti: lo spirito del Natale passato, lo spirito del Natale presente e lo spirito del futuro che lo attende se non cambia atteggiamento verso gli altri.

## Produzione
Il film fu prodotto nel Regno Unito dalla London Film Productions.

## Distribuzione
Distribuito dalla Fenning, il film uscì nelle sale cinematografiche britanniche nel 1914 e lo stesso anno anche negli Stati Uniti, per iniziativa della Cosmofotofilm Company.